# Sergei Ovchinnikov
Sergei Ovchinnikov (Komsomolsk do Amur, 25 de janeiro de 1969 — Porec, 29 de agosto de 2012) foi um treinador de voleibol russo.
Foi treinador do Dinamo Moscou e da Seleção Russa de Voleibol Feminino que disputou a Olimpíada de Londres 2012. Em 29 de agosto de 2012 foi encontrado morto em quarto de hotel na cidade de Porec, na Croácia, onde a equipe do Dinamo realizava treinamento de pre-temporada.